# Вільгельм Бартен
Вільгельм Бартен (нім. Wilhelm Barten; 8 березня 1887, Берлін — 10 травня 1917, Гельголанд) — німецький офіцер-підводник, оберлейтенант-цур-зее кайзерліхмаріне.

## Біографія
3 квітня 1907 року вступив на флот. Учасник Першої світової війни. З 17 грудня 1916 року і до кінця житя — командир підводного човна SM UC-76.
Всього за час бойових дій потопив 15 кораблів загальною водотоннажністю 6731 тонну і пошкодив 1 корабель (10 422 тонни).
| Дата            | Назва корабля             | Тип                   | Тоннаж | Вантаж             | Загиблі | Країна             |
| --------------- | ------------------------- | --------------------- | ------ | ------------------ | ------- | ------------------ |
| 7 березня 1917  | Naamah                    | Траулер               | 269    |                    | 0       | Британська імперія |
| 7 березня 1917  | Vulcana                   | Траулер               | 219    |                    | 2       | Британська імперія |
| 9 березня 1917  | Dana                      | Пароплав              | 753    | Згущене молоко     | 0       | Норвегія           |
| 12 березня 1917 | E 49                      | Підводний човен       | 725    |                    | 31      | Британська імперія |
| 12 квітня 1917  | Caliban                   | Траулер               | 215    |                    | 0       | Британська імперія |
| 12 квітня 1917  | Chinkiang                 | Траулер               | 125    |                    | 0       | Британська імперія |
| 12 квітня 1917  | Crown Prince              | Траулер               | 103    |                    | 0       | Британська імперія |
| 12 квітня 1917  | Equerry                   | Траулер               | 168    |                    | 0       | Британська імперія |
| 12 квітня 1917  | Fife Ness                 | Рибальське судно      | 123    |                    | 0       | Британська імперія |
| 12 квітня 1917  | Largo Bay                 | Траулер               | 125    |                    | 0       | Британська імперія |
| 12 квітня 1917  | Lillian                   | Траулер               | 120    |                    | 0       | Британська імперія |
| 12 квітня 1917  | Osprey                    | Траулер               | 106    |                    | 0       | Британська імперія |
| 13 квітня 1917  | Pitstruan                 | Військовий траулер    | 206    |                    | 11      | Британська імперія |
| 17 квітня 1917  | Robert                    | Пароплав              | 1,445  | Генеральні вантажі | 8       | Данія              |
| 17 квітня 1917  | Winifredian (пошкоджений) | Пасажирський пароплав | 10,422 | Баласт             | 0       | Британська імперія |
| 18 квітня 1917  | Bergensgut                | Пароплав              | 2,029  | Генеральні вантажі | 10      | Норвегія           |

## Звання
- Морський кадет (3 квітня 1907)
- Фенріх-цур-зее (21 квітня 1908)
- Лейтенант-цур-зее (28 вересня 1910)
- Оберлейтенант-цур-зее (27 вересня 1913)

## Нагороди
- Залізний хрест 2-го класу